# 레이 (1981년)
레이(본명: 김승겸, 1981년 1월 17일 ~)는 대한민국의 가수다. 2003년 1집 앨범 [01st Ray The Album]으로 데뷔했다.

## 학력
- 국민대학교 성악과 (졸업)

## 방송
- 내 생애 마지막 오디션 (2012) - 3위

## 공연
- 지 나이트 쇼 (2013)